# Alamizsna

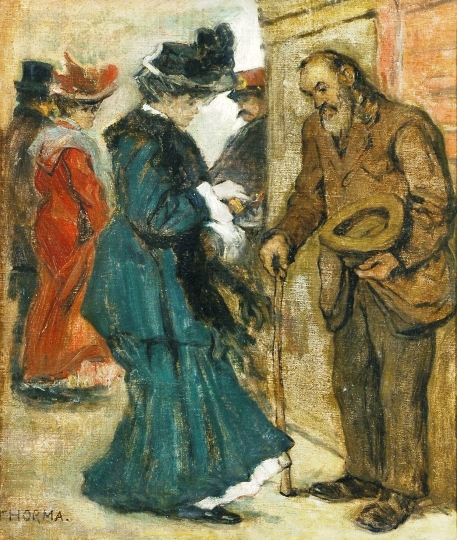
Thorma János: Alamizsna

Az alamizsna görög eredetű szó (eleémoszüné) 'irgalom, adomány' jelentéssel. (Ugyanebből a kifejezésből származik elemózsia szavunk is.) A vallások nagy részében érdemnek, olykor kötelezettségnek számító cselekedet. Az alamizsnálkodás az embertárs megsegítésének vallási igényéből is fakadhat.

## Biblia
Az Ószövetség mintegy törvényként írta elő az igazságosság cselekedeteként (pl. tized, a szüret és az aratás után a maradék átengedése, a gazdagság arányában a javak szétosztása).
- Ha aratsz földeden s kint felejtesz ott egy kévét, ne menj vissza érte; legyen az idegené, az árváé és az özvegyé. Így az Úr, a te Istened megáldja kezednek minden munkáját.[1]
- Ha szegény akad közted, egy testvéred valamelyik városodban vagy földeden... ne keményítsd meg szívedet, és ne csukd be a markod testvéred, a szegény előtt. Nyisd meg a kezed, s adj szívesen annyit, amennyire csak szüksége van szorult helyzetében.[2]
- Ha van mit adnod, ne mondd felebarátodnak: Menj el, jöjj vissza holnap, majd akkor adok! [3]

A héberektől megkövetelt bőkezű adakozás elsősorban saját népüket szolgálta. Az Újszövetségben Isten műve már az egész földre kiterjed. 
Ez a szemlélet az önkéntességre, az önzetlenségre és a felebaráti (és egyben az ellenség iránti) szeretetre helyezi a hangsúlyt. Nem a törvény tiszteletéből, hanem a mások iránti szeretetből tartja fontosnak az érdek nélküli adakozást. 
- Boldogok az irgalmasok, mert ők (Istentől) irgalmat nyernek.[5]
- Akinek két ruhája van, az egyiket adja oda annak, akinek egy sincs. S akinek van mit ennie, ugyanígy tegyen.[6]
- Szeressétek ellenségeiteket! Tegyetek jót és kölcsönözzetek, anélkül hogy valamit is visszavárnátok. Akkor nagy lesz jutalmatok, és a Magasságbeli fiai lesztek.[7]

A Szentírás alapján szükséges, hogy az alamizsnát ki-ki sajátjából, nem fitogtatásból, hanem készségesen és minden emberre kiterjedő - tehát az ellenséget is ki nem záró - szeretetből adja.
A bőkezű adakozás – mennyei lelkület. E lelkület legmagasztosabb megnyilvánulása: Krisztus áldozata a kereszten. Az emberekért adta oda az Atya a "Fiát". Krisztus pedig, miután mindenről lemondott, amivel bírt, önmagát adta oda, hogy megváltsa az emberiséget. A golgotai kereszt egyben az Üdvözítő felhívása a jótékonyságra, minden követőjéhez. A kereszt a jelképe az örök adakozás elvének. „Adni, és ismét csak adni.” „Aki ő benne akar maradni, annak úgy kell járnia, amint ő járt.”
Az isteni terv szerinti, rendszeres, szeretetteljes és nagylelkű adakozás megtisztítja a szívet. Az ember így Istennel lép összeköttetésbe, hogy Ő eszközének tudja felhasználni, melyeken át ajándékai másokra is kiáradnak. Az önzés és irigység bűne ellen Isten gyógyírja a folytonos, magunkat megtagadó jótékonyság, az adakozás gyakorlása. Isten azért rendelte el a rendszeres adakozást, hogy enyhítse a szenvedők és ínségesek nyomorúságát. Azért rendelte el, hogy az adományozás szokássá váljék, hogy ellensúlyozza az önzés veszélyes és csalóka bűnét. A folyamatos adakozás megszünteti az önzést.

## Iszlám
Az iszlámban az alamizsnálkodás, a zakát kötelezettség, és a vallás öt oszlopának egyikét alkotja. A muzulmánoknak a vagyonukhoz mérten kell adományokat adni. Az előírás úgy tartja, hogy az iszlám világ felelőssége megsegíteni azokat a muzulmánokat, hittestvéreket, akik anyagi gondokkal küzdenek.
 bővebben: zakát

## Indiai vallások

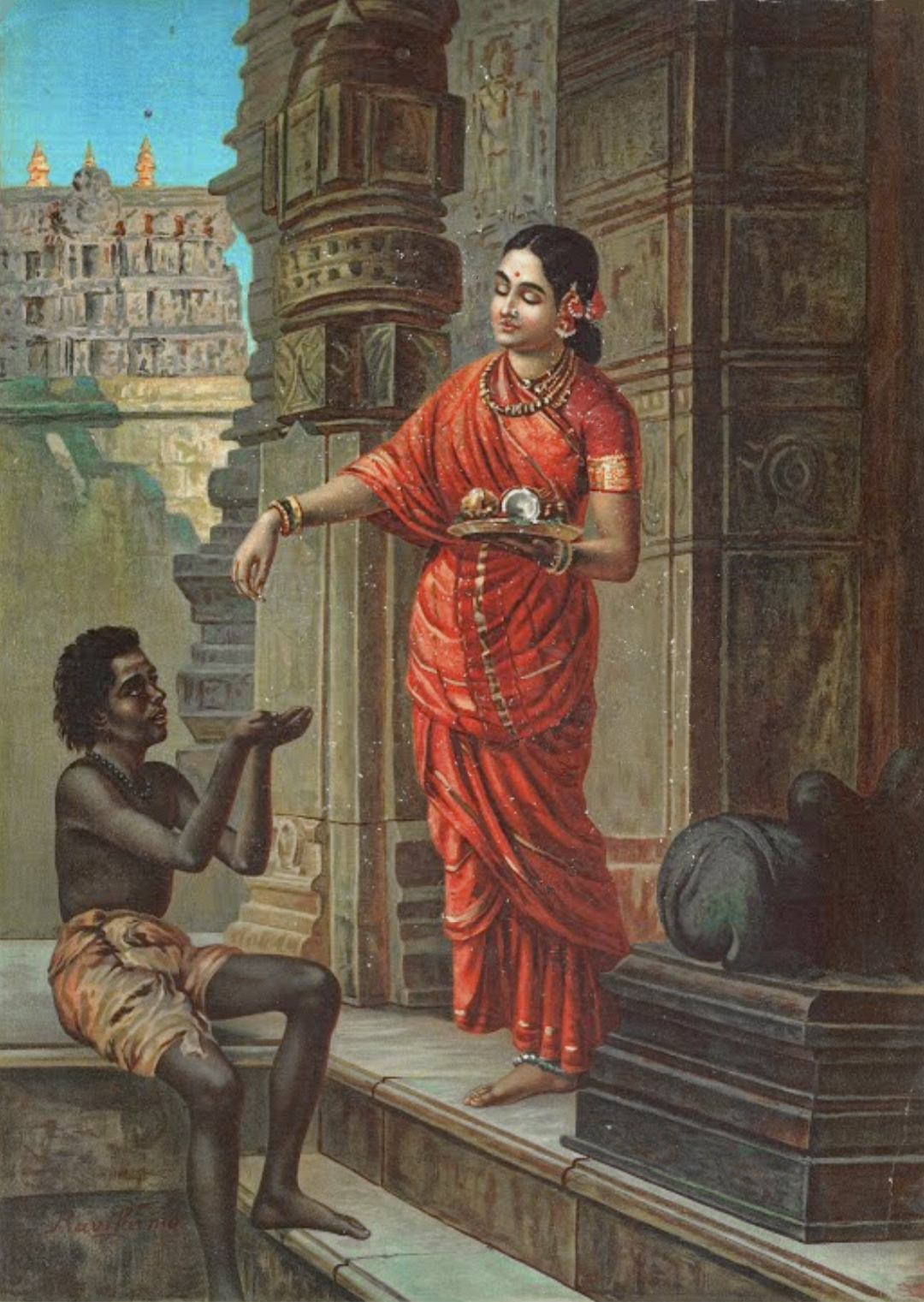
Alamizsnát osztó hölgy a templomban – Raja Ravi Varma (1848–1906)

A hinduizmusban, a buddhizmusban és a dzsainizmusban a dána a nagylelkűség gyakorlatának számít, amely a rászorulóknak való adakozást jelenti.
 bővebben: dána
Sri Chinmoy spirituális tanító írta:
Az egó az, ami az élet minden területén korlátozza az egyént, azt érezteti hogy nem tartozik Istenhez. Rengeteg tolvaj van, de ezek közül a tolvajok közül az egó a legrosszabb. Ez a tolvaj képes ellopni minden isteniséget. Az emberi egó valami nagy, nagyszerű és pompás dolgot akar tenni, de ez az egyedi dolog nem feltétlenül az , amit Isten akar, hogy tegyünk.
Az önzetlen ember megedzi egóját és magasabb szintű célokra tartogatja. Világunkban az emelkedett szellemű férfiak és nők általános jellemvonása az önzetlenség. A spirituális törekvő semmit sem érhet el önzetlen szolgálat nélkül. A szentírások minden rítusa és tudása hiábavaló, minden formális istentisztelet mit sem ér, ha az egyén tettei nélkülözik az önzetlenséget. Az emberi egó állandóan zaklat minket. De ha az egyén isteni egóval rendelkezik, akkor azt érzi: Isten fia (lánya) vagyok. Ekkor nem választjuk el magunkat Isten teremtésének többi részétől. Az egyén felismeri, hogy Tőle származik, a Legfelsőbbtől, az Abszolúttól, ezért neki is istenivé kell válnia. A közönséges egót - ami megköti - átalakítja isteni egóvá, ami az egész világot a sajátjának tartja. 